# 酒井高喜
酒井 高喜（さかい ごうひ、1990年2月1日 - ）は、日本の柔道家。階級は100kg超級。新潟県三条市出身（生まれはアメリカ・ニューヨーク州）。得意技は、大外刈、小外刈。

## 略歴
加茂農林高校、天理大学を経て、新日本製鐵に所属。

## 人物
父が日本人で、母がドイツ人。四人兄弟の長男であり、三人の弟、酒井高徳・酒井宣福・酒井高聖は皆、プロサッカー選手である。